# Aequorea globosa
Aequorea globosa är en nässeldjursart som beskrevs av Johann Friedrich von Eschscholtz 1829. Aequorea globosa ingår i släktet Aequorea och familjen Aequoreidae. Inga underarter finns listade i Catalogue of Life.